# Nildeltaet
Nildeltaet (arabisk: دلتا النيل ) er det brede floddelta i det nordlige Egypten ved Nilens udløb i Middelhavet. Det er et af verdens største floddeltaer. 
Nildeltaet strækker sig fra Alexandria i vest til Port Saïd i øst – over 240 km af middelhavskysten. Længden er fra nord til syd ca. 160 km . Deltaet begynder lidt nord for Cairo.

## Geografi
Nilen danner et bueformet delta som, set fra oven, ligner en trekant eller silhuetten af en lotusblomst. De yderste områder er udsat for erosion og kystnære laguner får en øget saltholdighed jo tættere de er på Middelhavet.
Nildeltaet er et rigt jordbrugsområde. Aswandæmningen forhindrer at deltaet modtager gødningsstoffer og sedimenter fra de højereliggende områder. For at forhindre at jorden og flodsengen bliver derved udpint, anvendes i højere grad kunstgødskning. 
Deltaet plages af erosion som kan være kraftig – den er angivet til 21 m i dybden.

## Historie
Der har levet mennesker i Nildeltaet i tusinder af år, og der har været dyrket intenst agerbrug i mindst 4.000 år. Nilen gik tidligere over sine bredder – op til 10 m i vandstandsstigning – en gang årligt – og aflejrede næringsrige stoffer til deltaet. Denne årlige aflejring gav grobund for agerdyrkningen, men denne fluktuering standsede med bygningen 1902 af Aswandæmningen. 
På faraonernes tid var denne landsdel Nedre Egypten. 
Om den østre del (Gosen) hævdes det i Bibelen at jøderne trællede for farao. 
Optegnelser fra Plinius den Ældre og den græske geograf Strabon viser at deltaet havde 7 distrikter. Der er i dag kun to hovedflod-arme fra Nilen til Middelhavet: Rosetta, den vestre, og Damietta, den østre flodarm.
I den vestlige del af deltaet blev Rosettestenen fundet 1799 i havnebyen Rachîd (på fransk benævnt Rosette).

## Klima
Nildeltaet har subtropisk klima karakteriseret ved meget lidt regn. Den gennemsnitlige årlige nedbør er 100-200 mm, hvoraf det meste falder i vintermånederne.
Deltaets temperaturkurve når i juli-august gennemsnitligt 30 °C, men er målt op til 48 °C. 
Vintertemperaturen er normalt i området 5 °C til 10 °C. 
Nildelta-regionen bliver meget fugtigt i sommermånederne.
30°54′N 31°7′Ø / 30.900°N 31.117°Ø